# 2023-as salzburgi tartományi választás
A 2023-as salzburgi tartományi választást 2023. április 23-án tartották meg, aminek keretében megválasztották az ausztriai Salzburg tartomány kormányzóját.

## Választási rendszer

### Mandátumok
A salzburgi tartományi parlamentnek összesen 36 mandátuma van, amelyet nyílt listás rendszerben választanak meg. Emellett 6 többmandátumos választókerületi szavazás, amik területileg a tartomány járásait fedik le: Flachgau, Tennengau, Pongau, Lungau és Salzburg várost. Egy pártnak választókerületi szinten legalább 1 mandátumot szereznie kell vagy tartományi szinten 5%-os bejutási küszöböt kell elérnie, hogy mandátumot kapjon. A mandátumokat Hare-kvóta szerint osztják ki, majd a a töredékszavazatokat D'Hondt-módszer szerint osztják ki. 

### Választára jogosultság
A választáson azon osztrák állampolgárok szavazatnak, akik a választás napjáig betöltötték a 16. életévüket illetve bejelentett lakcíme Salzburg tartományban van. Képviselő-jelöltnek a 18. életévüket betöltött osztrák állampolgárok indulhatnak.

## Szlogenek
| Párt/Koalíció | Párt/Koalíció | Eredeti szlogen                                      | Magyar fordítás                                      | Ref.  |
| ------------- | ------------- | ---------------------------------------------------- | ---------------------------------------------------- | ----- |
|               | SPÖ           | « Salzburg ist Heimat. Kein Chaletdorf. - »          | " Salzburg a Haza. Nem egy zsákfalu!"                | [ 1 ] |
|               | ÖVP           | « Weil es um Salzburg geht! Zuversicht! - »          | " Mert ez Salzburgról szól! Bizalom!"                | [ 2 ] |
|               | FPÖ           | « Neue Hoffnung!»                                    | "Új Reménység!"                                      | [ 3 ] |
|               | Zöldek        | « Grüne Energie für Salzburg»                        | "Zöld energiát Salzburgnak!»                         | [ 4 ] |
|               | NEOS          | « Mit der NEOS bleibt das Machen in der Regierung! » | "A NEOS-szal kormányon marad a tettvágy!"            | [ 5 ] |
|               | KPÖ Plus      | « Eine fürs Wohnen. Statt Spekulationen! »           | " Egy szavazat a lakhatásért! A spekuláció helyett!" | [ 6 ] |